# Kamil Murtisadeh
Kamil Murtisadeh (ur. 2 marca 1969) – kazachski zapaśnik w stylu klasycznym. Zajął dziesiąte miejsce w mistrzostwach świata w 1995. Brązowy medal w mistrzostwach Azji w 1995. Czwarty w Pucharze Świata w 1995 roku.